# Centro radio di Coltano
Il Centro radio di Coltano è una stazione radio situata in Coltano, nella campagna pisana, costruita su progetti di Guglielmo Marconi. Dal centro radio, nel 1931, partì il segnale che fece illuminare il Cristo Redentore a Rio de Janeiro.

## Storia

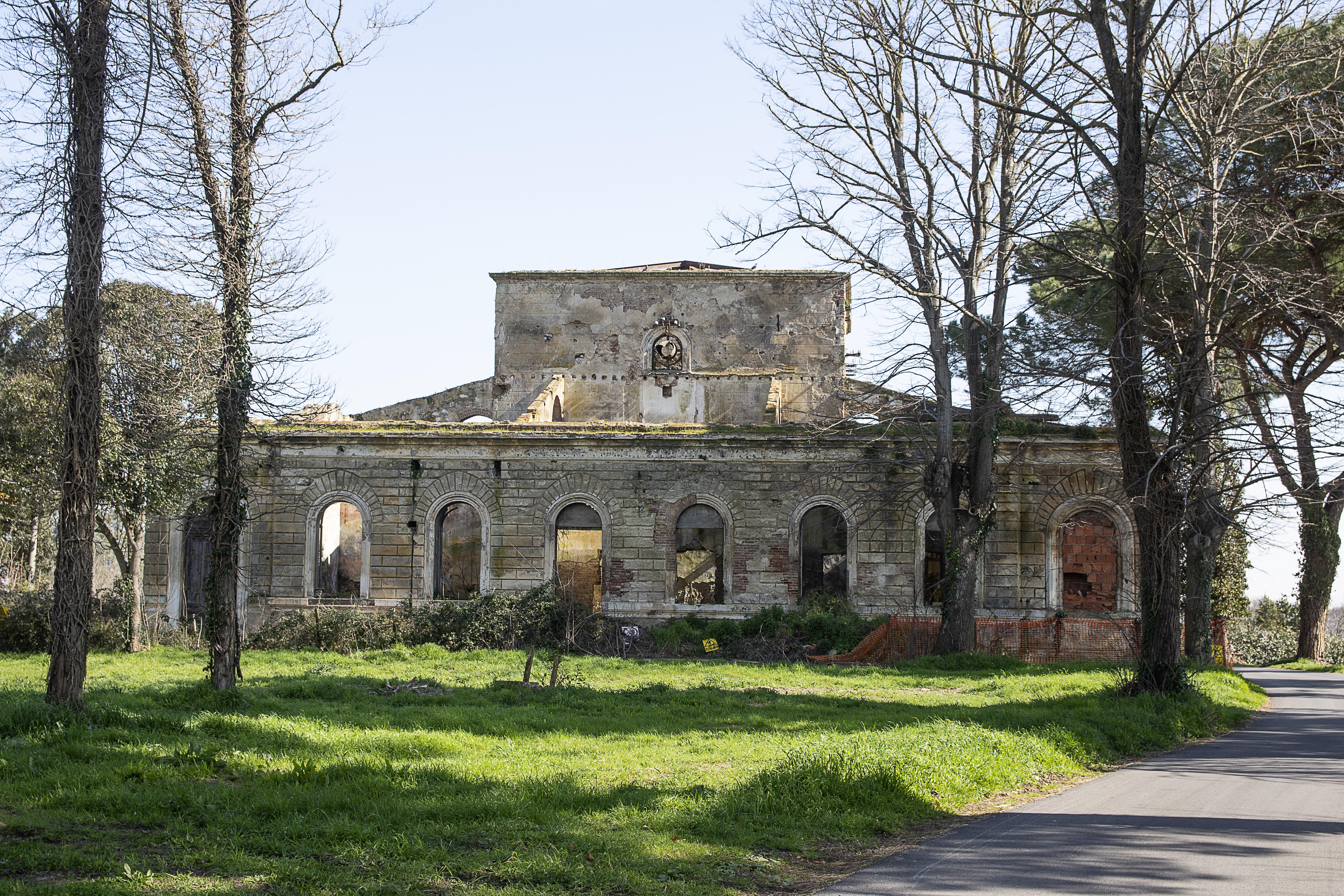
La Palazzina Marconi abbandonata

A Guglielmo Marconi, Premio Nobel per la Fisica nel 1909, è dovuta la prima trasmissione radiotelegrafica effettuata il 1903 con un trasmettitore a scintilla. Marconi individuò nella zona di Coltano, appena fuori Pisa, il luogo adatto per costruire la prima stazione radio italiana a onde lunghe. Quest'area infatti, che originariamente era di proprietà di Casa Savoia, si prestava molto bene alle trasmissioni ad onde lunghe, in quanto zona acquitrinosa che minimizzava le dispersioni del segnale; era inoltre sul Tirreno e cioè in ottima posizione per trasmettere sia con l'Africa, dove allora l'Italia aveva molte colonie, che con l'America dove vivevano molte comunità di immigrati italiani.
Completato con alcuni anni di ritardo dovuti ad intoppi burocratici, il centro fu inaugurato ufficialmente il 19 novembre 1911 da Guglielmo Marconi alla presenza del re Vittorio Emanuele III con una trasmissione verso Glace Bay, nella Nuova Scozia con le seguenti parole: «i miei migliori saluti trasmessi dal telegrafo senza fili dall’Italia in America – G. Marconi.5:47 PM».
Ci sono decine di documenti tecnici scientifici alla AEI Milano e all'Accademia di Livorno che dimostrano che Coltano fu terminata, collaudata e messa in funzione per la prima volta in assoluto, nel settembre del 1911 dalla Regia Marina italiana a causa della guerra libica. L'impianto non poteva assolutamente funzionare per collegamenti atlantici di 3000 km. I primi collegamenti oltre oceano saranno datati 10-11-12 aprile 1923, grazie al nuovo ed enorme impianto radio di Giancarlo Vallauri.
Il Centro consentiva di comunicare quotidianamente con le terre d'Africa (soprattutto nelle colonie in Eritrea, a Massaua) e con il Canada. Per la gestione della stazione radio venne edificata una prima costruzione, la "Palazzina Marconi", contenente tutti i quadri di controllo e comando per le 16 antenne, alte fino a 75 metri, ideate da Marconi avendo in mente la Tour Eiffel di Parigi. Cronache dell'epoca ricordano come, guardando da Pisa verso sud, il panorama fosse ben diverso da quello attuale.

Su Elettrotecnica del febbraio 1922, nell'articolo Sviluppo del servizio Radiotelegrafico pubblico in Italia, i comandanti della regia marina Pession e Poladris su Coltano scrivono:
Venti anni dopo Coltano riuscirà a comunicare senza fili con in nord America con un impianto di enormi dimensioni impensabile nell'euforia di inizio XX secolo.
Dal 1919 al 1924 il Centro radio di Coltano venne impiegato dalla Regia Marina per estendere le comunicazioni alle imbarcazioni in navigazione.

### Ampliamento come centro radio intercontinentale

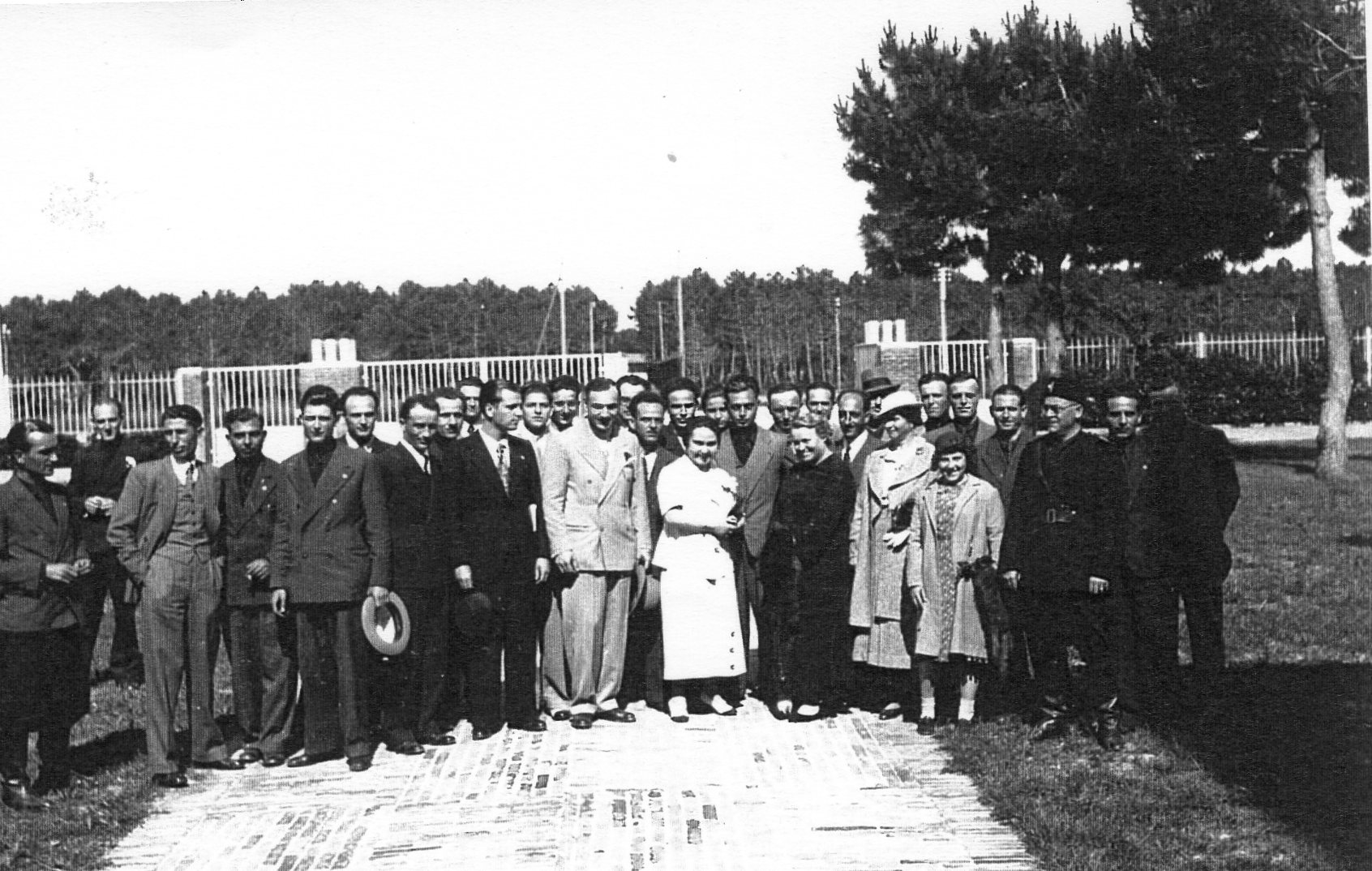
Foto di gruppo del personale del Centro Radio di Coltano, Calambrone 1937. Al centro, l'lng. Marzoli, all'epoca direttore del Centro.

Intorno al 1923 fu costruita una seconda stazione radio questa volta ad onde corte per la quale servivano aerei molto più ampi. Venne realizzata un'ampia antenna "a tenda" di 240 metri di lato, retta da piloni alti 250 metri; contestualmente, a Nodica, nella zona di Migliarino (coordinate: 43.78895°N 10.35386°E), venne realizzato un ulteriore centro di ricezione per evitare le interferenze dell'apparato di trasmissione e collegato via cavo alla stazione trasmittente.

Per un certo periodo di tempo la gestione venne affidata ad una società privata, la "Italo Radio", finché nel 1930 il Centro passò sotto la gestione diretta del Ministero delle Poste. In quel periodo il Centro ebbe il massimo splendore: fu impiegato infatti come importante snodo per la telegrafia e le comunicazioni radio con navi e stazioni terrestri in tutto il globo, tanto da essere considerato uno dei più importanti centri europei. 
Il 12 ottobre 1931, in occasione del 439º anniversario della Scoperta dell'America, Guglielmo Marconi dalla stazione radio di Roma trasmise un segnale radio verso Pisa (Coltano), che da lì venne ritrasmesso per accendere le luci della statua del Cristo Redentore di Rio de Janeiro, inaugurandola, quale dimostrazione dell'affidabilità e dell'importanza delle comunicazioni radio intercontinentali.

### Seconda guerra mondiale

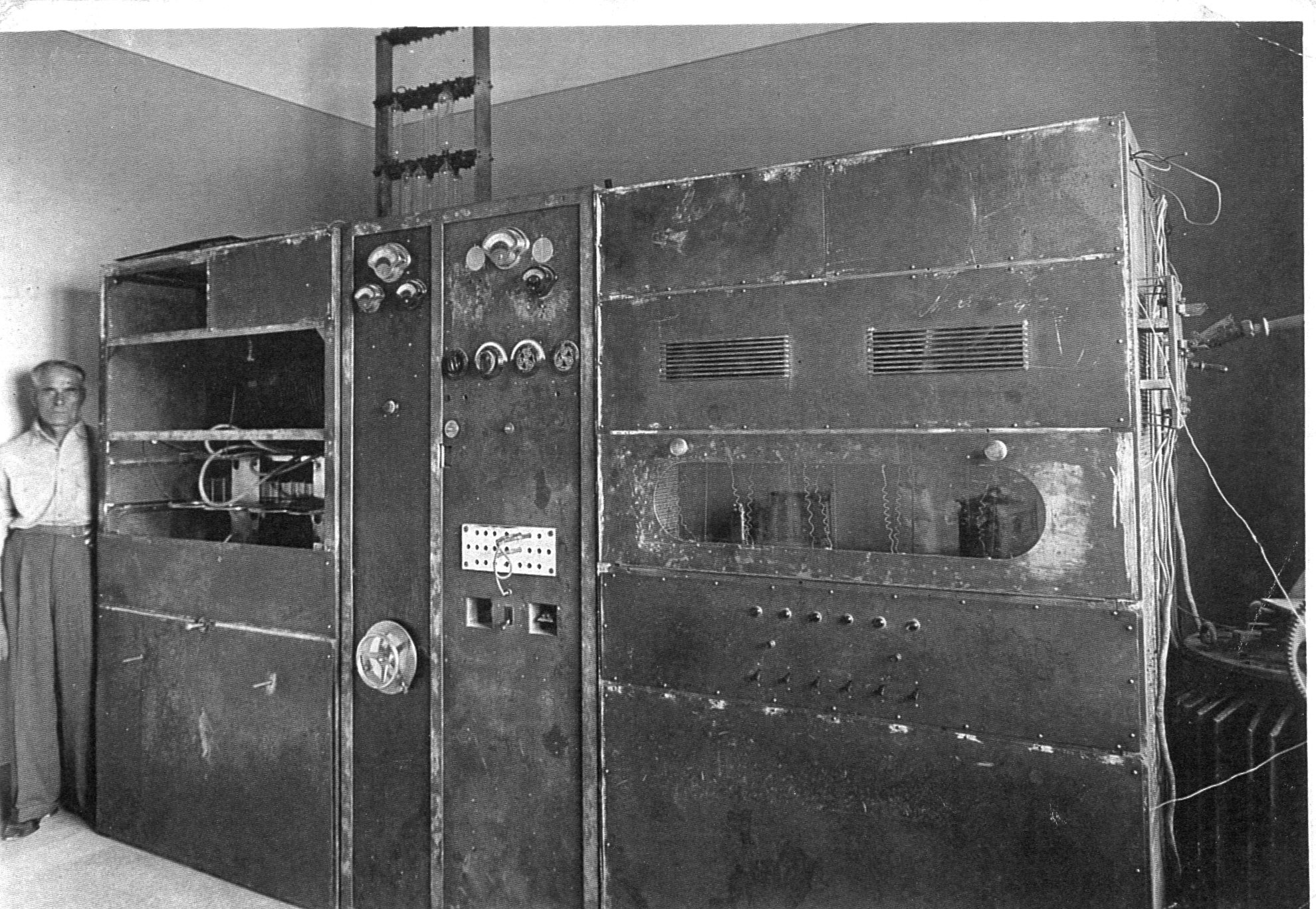
Trasmettitore radio ricostruito con materiale recuperato da sotto le macerie della Stazione Radio minata dai tedeschi, Coltano 1946.

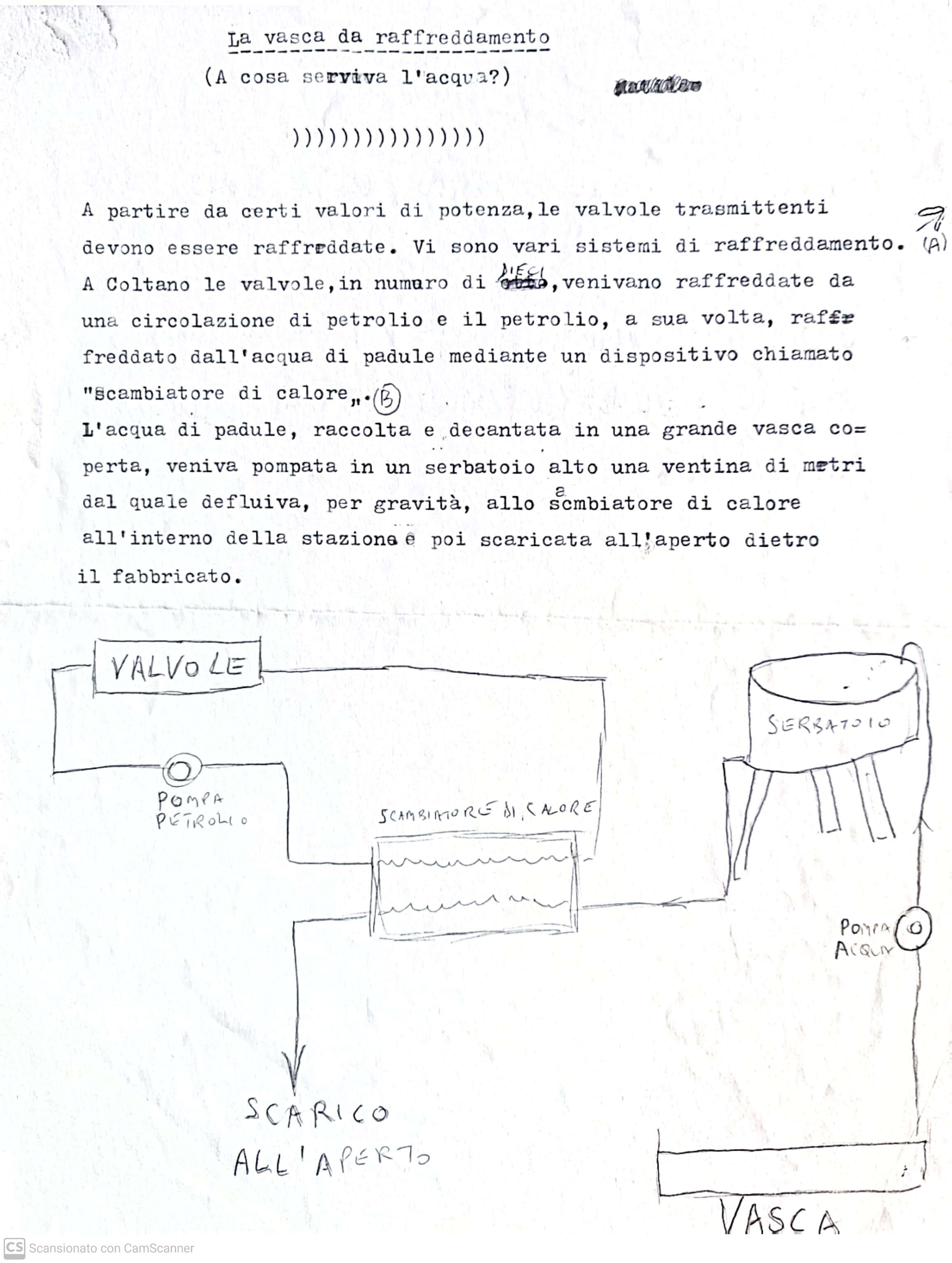
Trascrizione di intervista a Narciso Baroni, Tecnico all'interno del centro radio di Coltano. 1990.

Il centro, fino al 1940, venne regolarmente impiegato per comunicazioni con tutto il mondo. La Stazione Radio e le 4 antenne di 250 metri di altezza furono minate dai tedeschi in ritirata e fatte saltare in aria il 14 giugno 1944. La palazzina, sede della prima stazione radio e le altre costruzioni subirono solo minimi danni. Il 20 luglio 1944 i tedeschi in ritirata verso il nord minarono e distrussero il ponte Solferino sull'Arno tranciando così il cavo che collegava Coltano con la ricevente di Nodica. Nonostante le rassicurazioni da parte del ministero delle poste né le antenne né la Stazione Radio furono mai più ricostruite, né le strutture vennero più riutilizzate. Invano comitati e persone, compresa Elettra la figlia di Marconi, hanno sollevato il problema dell'abbandono di quel che resta del Centro Radio caduto nell'oblio anche degli stessi pisani. Della gloria di Marconi e del centro radio di Coltano non restano che poche e trascurate vestigia. Presso la Biblioteca comunale di Pisa SMS è esposta una mostra permanente costituita da dodici pannelli plastificati con la storia del Centro Radio di Coltano dagli inizi alla sua fine. La mostra riporta foto e documenti dell'epoca.

### Dalla seconda guerra mondiale al 2022

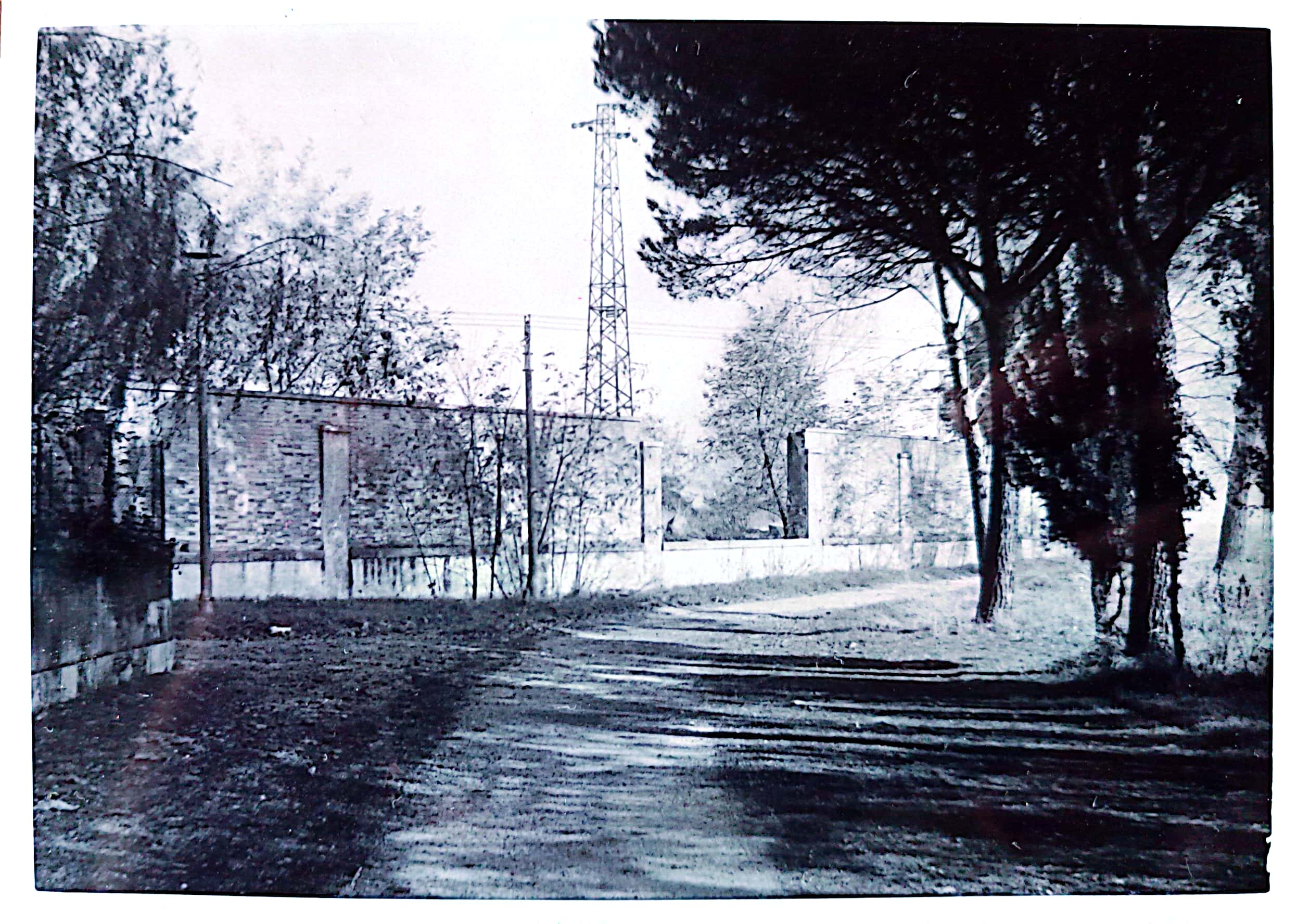
Muro di cinta della stazione ad onde corte dopo anni dalla sua distruzione. Archivio Baroni 1972

Nel 1952 furono costruiti un centro di produzione della Rai, oggi chiuso, e due trasmettitori in onde medie. Oggi è ancora in funzione soltanto un trasmettitore in onde medie della potenza di 120 kilowatt, il più potente in Italia, che trasmette Rai Radio 1 sulla frequenza di 657 kilohertz. La RAI, dopo aver chiuso le trasmissioni in onda media di Radio2 e Radio3 nel 2004, decide, in data 11 settembre 2022, di dismettere anche Radio1 OM Unica.
Dal 2017 è attiva la web radio RCM - Radio Coltano Marconi, che ha ripreso il nome originario di quella che fu la prima stazione radio d'Italia, fondata da Guglielmo Marconi ai primi del 1900.

## Progetti di recupero
Durante la festa dell'Unità di Riglione (Pisa), nel 1998, fu distribuito un tesserino con la rappresentazione grafica della stazione radio e questa scritta: "Adottiamo Marconi. Salviamo la stazione radio (1904) di Coltano-Pisa"; fu lanciato, inoltre, uno dei tanti appelli, caduti nel nulla, per salvare quanto allora ancora rimaneva della costruzione della prima Stazione Radio di Coltano progettata da Marconi.
Nel 2002 è stato proposto di ristrutturare le palazzine diroccate, tra cui il vicino centro di produzione Rai abbandonato dal 1952, per farne una cittadella delle telecomunicazioni e un museo della radio.

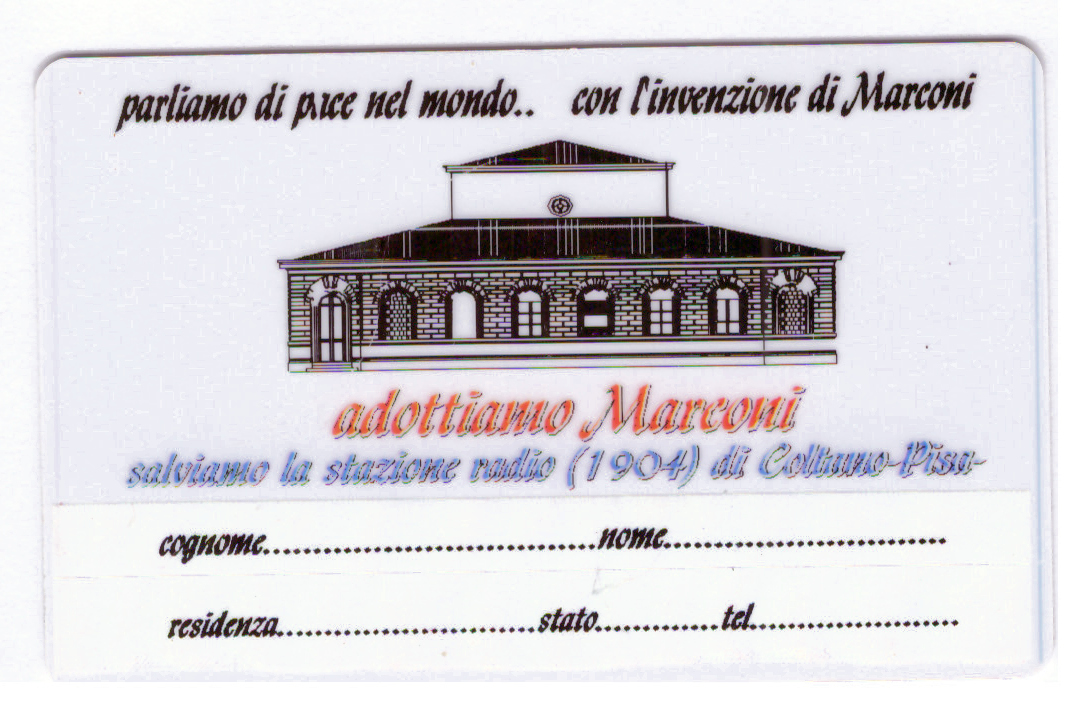
Il tesserino con l'appello per salvare la stazione radio di Coltano, distribuito in occasione della festa dell'Unità di Riglione (Pisa) del 1998.

Nel 2006 il Lions Club di Pisa organizzò un premio di laurea per il recupero della struttura, di proprietà demaniale, per stilare un progetto, a costo zero per lo Stato, finalizzato alla realizzazione di un centro di comunicazione e multimedialità: anche questo, però, non si è concretizzato in ulteriori risultati pratici. Tuttavia, nel novembre 2008 si è tenuto, nella Villa Medicea, il convegno sul tema Il recupero della Stazione Radiotelegrafica di Coltano, organizzato dal FAI, dal Lions Club di Pisa e Livorno e patrocinio di Regione Toscana, Provincia di Pisa e Comune di Pisa: in tale occasione si è convenuta la necessità di partire quanto prima con il recupero della Palazzina Marconi, per poter aprire nel 2010 il centro, e nel 2009 (centenario del conferimento del Premio Nobel a Marconi) di rinominare la frazione in Coltano-Marconi dietro consultazione popolare.
Il 13 aprile 2007 il Rotary di Pisa assegnò alla figlia di Marconi, la principessa Elettra, un premio alla memoria del padre, ed in tale occasione venne portata a visitare i ruderi, che aveva ben alla memoria in quanto "da bambina mio padre mi portò a vedere la stazione radio, con la sua antenna altissima e gli apparecchi enormi". Sempre in tale occasione, la Principessa sottolineò il suo vivo dispiacere per lo stato in cui versano tuttora le strutture, tanto da affermare "Sono anni che parlo, mi lamento e mi arrabbio perché si faccia qualcosa per salvare l'edificio. Nei libri inglesi quella di Coltano viene definita la stazione radio più importante d'Europa, eppure è completamente ignorata dall'Italia".
Attualmente (2023) sono presenti, oltre all'impianto di trasmissione Rai ancora funzionante, la palazzina Marconi, in stato di completo abbandono, ed i basamenti in cemento delle antenne, facilmente visibili dall'alto, la "Casermetta" (allora alloggio dei marinai addetti alla manutenzione delle antenne), la "Palazzina", alloggio di impiegati, la "Casa dell'ingegnere". Completamente sparita tutta la recinzione fatta di pali di cemento e rete con due ingressi con garitta sorvegliata uno verso Coltano Palazzi uno verso il fosso Caligi. Nulla resta della seconda stazione radio quella che intorno agli anni trenta veniva considerata una tra le più potenti di Europa.
All'inizio del 2018, dopo che la proprietà della Palazzina Marconi è stata data in concessione di due anni dal demanio al Comune di Pisa, sono iniziati alcuni lavori di recupero, ma che hanno riguardato solo gli esterni in prossimità del rudere.
Nel 2020/2021 durante la pandemia la Proloco Coltano insieme alla Marconi Lab tramite i volontari Rosetta Toniolo e De Cassai Luca sono riusciti a raccogliere 18.183 firme nell'ambito dell'iniziativa dei Luoghi del Cuore del FAI - Fondo per l'Ambiente italiano per la difesa degli edifici storici rilevanti. Nell'occasione la stazione Marconi è riuscita a classificarsi 2° in Toscana e 14° a livello Nazionale.
Il primo settembre 2022 all'evento "Giornata Marconiana e Meeting della Marconi Labs Coltano", alla presenza della figlia di Guglielmo Marconi, la principessa Elettra Marconi, il sindaco di Pisa Michele Conti ha comunicato che il comune acquisterà dal demanio entro i primi mesi del 2023 la stazione per valorizzarla tramite interventi da pensare e realizzare assieme a partner pubblici e privati.